# Слав Бакалов
Вижте пояснителната страница за други личности с името Бакалов.
Слав Бакалов е български творец  с широк спектър от интереси: художник , скулптор, писател , режисьор  на театрални пиеси и сценарист на анимационни филми в Студия за анимационни филми – „София“. Той е и директор на основаната от него студия „Каданс“ за поръчкови анимационни филми към Киноцентър „Бояна“ от 1988 г. до 1990 г., където създава над 55 анимационни филма.

## Биография
Роден е на 6 юли 1945 г. в София. Завършва Софийската художествена гимназия „Акад. Илия Петров“ (1964) и специалност „Живопис на анимационни филми“ в Националния институт по кинематография в Москва (1974).
Художник, скулптор, режисьор и сценарист на анимационни филми, писател – Слав Бакалов определено е „мултижанрова“ фигура в българския културен живот. Артистът има зад гърба си филми, книги, много изложби и театрален опит като режисьор в Сатиричен театър „Алеко Константинов“. Към богатото творческо досие трябва да прибавим и множеството международни отличия. Слав Бакалов е един от 5-те члена в селекционната комисия на седмия Световен фестивал на анимационния филм Варна 2011 г. 
Умира на 17 октомври 2019 г. в София.

## Творчество
Автор е на много анимационни филми, един от които е пълнометражен, а четири са документални, създадени в периода 1975 – 1989 г. Автор е и на един игрален филм, ”Монолог за прасенцето” (1986), който е спрян от тогавашното ръководство на Киноцентър „Бояна“.
От 1990 г. работи изключително в областта на живописта  и има над 40 изложби  в България и чужбина – Германия, Франция, Белгия, Швейцария, Люксембург, Лихтенщайн и др.
През 2008 г. режисира пиесата на Дейвид Мамет „Ноември“ в Сатиричен театър „Алеко Константинов“. Има няколко издадени книги, от които три сатирични романа, криминале, проза и др.

## Творчески награди
За анимационните си филми художникът е многократно награждаван.
- Носител е на Първа награда за „Открития в анимацията“ – Анси, Франция
- Носител е на „Златна плоча“ – Атина, Гърция
- Носител е на наградата „Златен клас“ – Варна, България
- Награден е със „Сребърен дракон“ – Краков, Полша
- Награда за постижения в анимацията „Кристален пингвин“ – Отава, Канада
- Награден е със „Златна палма“ – Кан, Франция (за филма „Женитба“ през 1985 г.) [10]

## Известни филми

### Игрални
- Близката далечина
- Монолог за прасенцето

### Анимационни
- Женитба

## Изложби

### Самостоятелни изложби
- 1991 г. „La Chaux de Founds“, Швейцария
- 1991 г. Галерия 88, Люксембург
- 1992 г. Галерия 88, Люксембург
- 1993 г. Галерия „Ата – Рай“, София
- 1994 г. Еврейски културен център, Франкфурт на Майн
- 1995 г. Еврейски културен център, Франкфурт на Майн
- 1996 г. Галерия „Ата – Рай“, Галерия „Арт 36“, Галерия „Арена“, Галерия „Натали“ – София
- 1997 г. Галерия „Ата – Рай“, Галерия „Арт 36“, Галерия „Арена“, Галерия „Натали“ – София
- 1998 г. Галерия „Ведарт“, София
- 1999 г. Галерия „Ведарт“, София
- 2000 г. Галерия „Ведарт“, София
- 2000 г. Галерия „Едеса“, Гърция
- 2001 г. Галерия „Ведарт“, София
- 2002 г. Галерия 88, Люксембург
- 2003 г. Музеен комплекс Санта Мария дела Скала, Сиена, като част от 12-ото издание на филмовия фестивал Visionaria
- 2004 г. Галерия „Ракурси“, София
- 2005 г. Галерия „Ракурси“, София
- 2006 г. Галерия „Ракурси“, София
- 2007 г. Галерия „Ракурси“, София

### По-известни изложби
- 2005 – Отклонение
- 2006 – Проблясъци в сивото
- 2007 – Пътят на абстрактното
- 2009 – Пейзажът в мен
- 2009 – Еротично и носталгично [11]
- 2010 – Равносметка
- 2012 – Слав Бакалов [12]
- 2013 – ИЗХОД
- 2014 – МЕТЕОРИТИ [13]
- 2015 – РАДОСТТА ДА СИ ЖИВ [14]
- 2015 – ПРАЗНИК [15]
- 2016 – открита поредната изложба живопис в галерия „Пагане“ в квартал „Лозенец“ София

## Издадени книги
- „Плужек или животът и смъртта на един....“.   София, „Захарий Стоянов“, 2011. ISBN 978-954-09-0543-3.
- „Плъхове в капан“.   София, „Фама“, 2006. ISBN 954-597-268-8. с. 200.
- „Донор: Животът и смъртта на един предник“.   София, „Захарий Стоянов“, 2009. ISBN 9789540903620. с. 131.
- „Дзът или Животът и смъртта на един задник“ .   София, „Захарий Стоянов“, 2009. ISBN 978-954-09-0265-4.
- „Хомо фермата“ .   София, „Хермес“, 2005. ISBN 954-26-0269-3. с. 143 с. с ил.
- „96 кг. плът“ .   София, „П. К. Яворов“, 1992. с. 79 с. с ил.